# Hongqi L5
Hongqi L5 (кит. 红旗L5) — ретро-стилизованный китайский представительский автомобиль, вдохновленный дизайном переставшей выпускаться модели Hongqi CA770. L5 известен в настоящее время как самый дорогой китайский автомобиль из когда-либо выпущенных и доступных для покупки, стоимостью пять миллионов юаней. 

## Первое поколение (2014—2022)
Седан был представлен в 2013 году на Шанхайском автосалоне и является официальным государственным автомобилем Китая, так как он используется Генеральным секретарем Коммунистической партии, Си Цзиньпином. Седан в настоящее время доступен только в Китае.

На параде 9 мая 2015 года в Минске были использованы китайские кабриолеты модели L5.

## Второе поколение (2023—)
В апреле 2023 года Hongqi L5 второго поколения был представлен на выставке Auto Shanghai 2023.
Второе поколение L5 отличается двухцветным дизайном кузова, размерами 5980/2090/1710 мм и колесной базой 3730 мм, что значительно больше, чем у предыдущего поколения. Он оснащен 4,0-литровым двигателем V8 с турбонаддувом, максимальная мощность которого составляет 387 л.с.

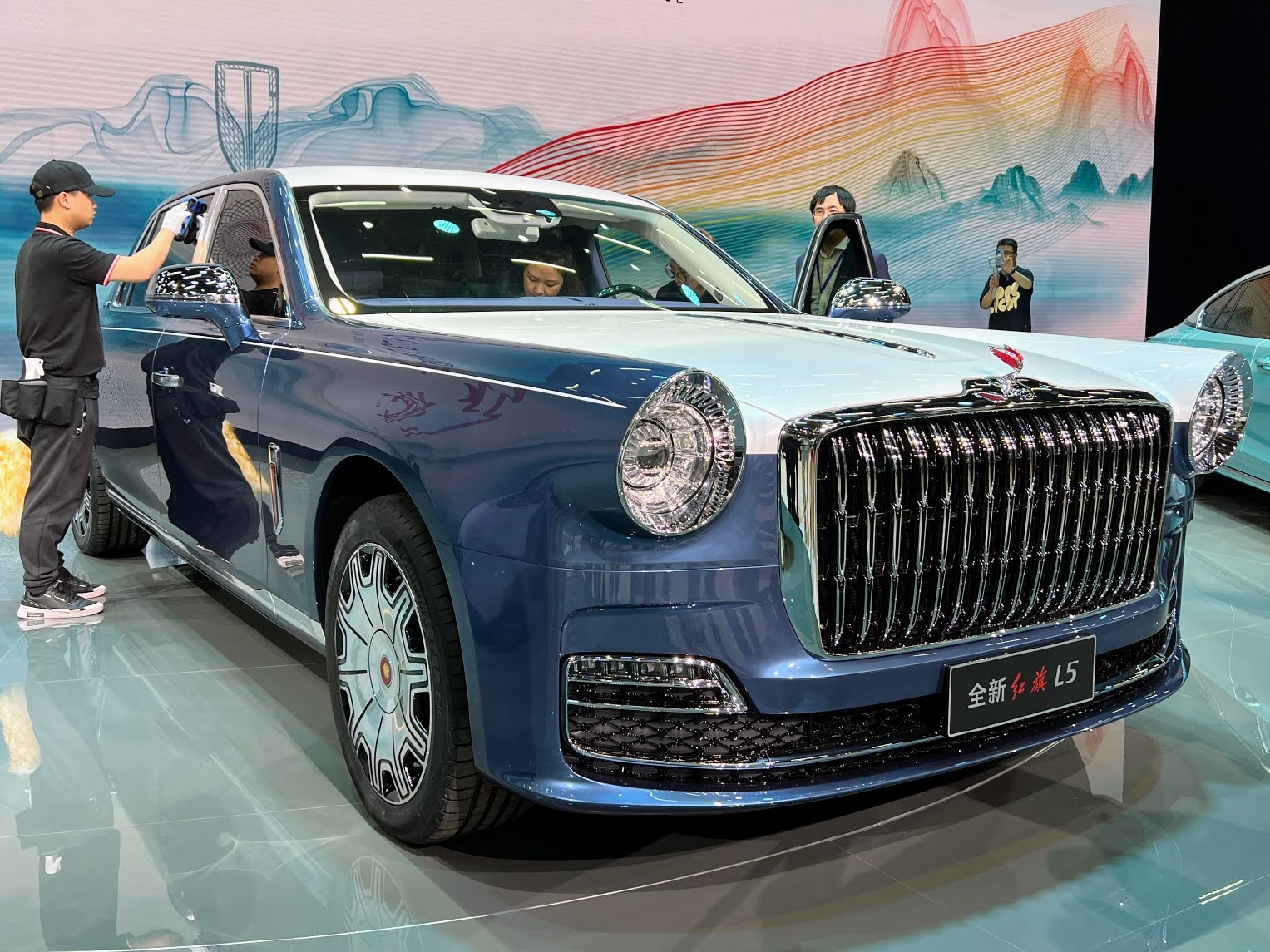
Hongqi L5 Вид спереди
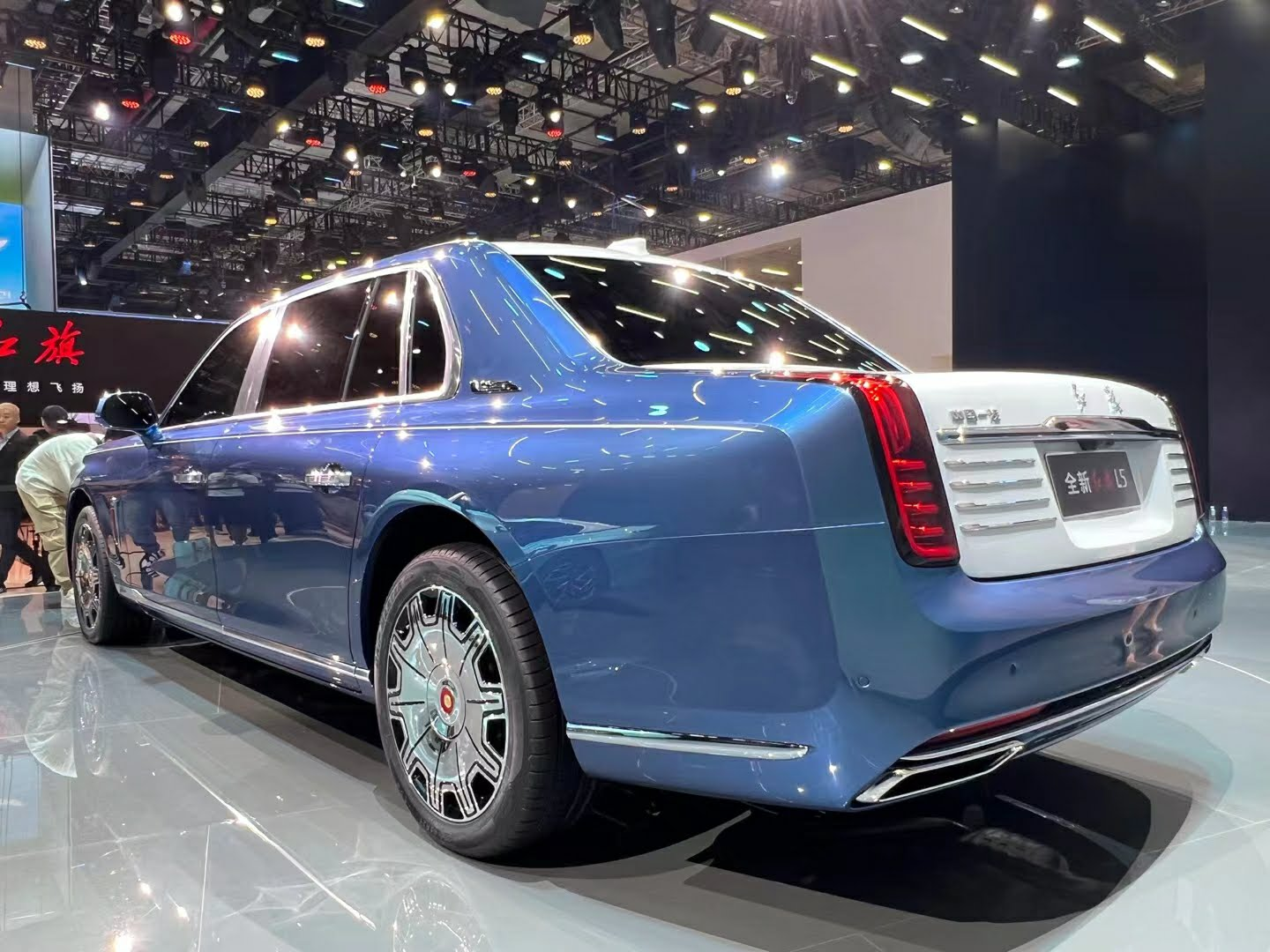
Hongqi L5 Вид сзади
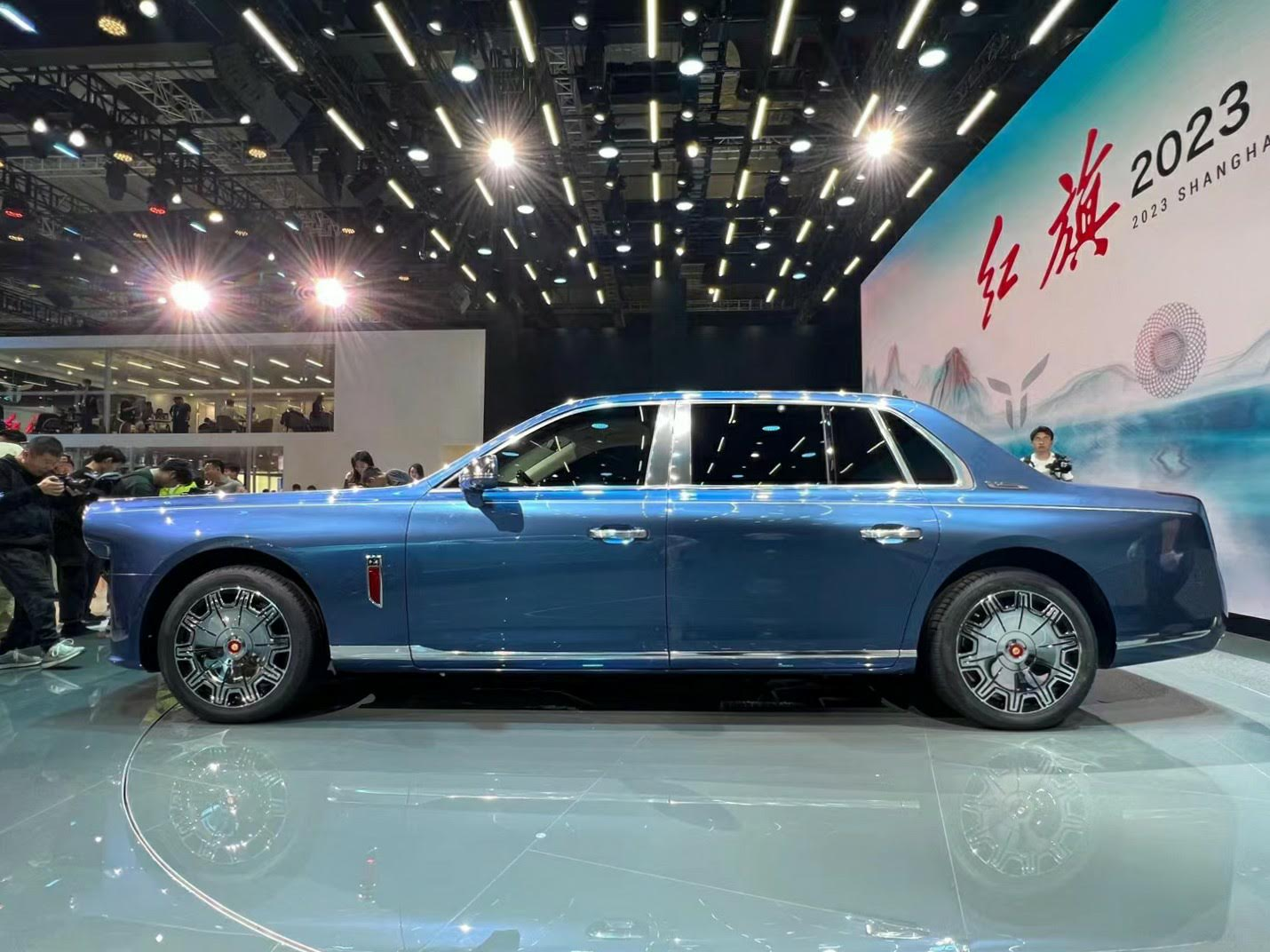
Вид сбоку